# Pieranica

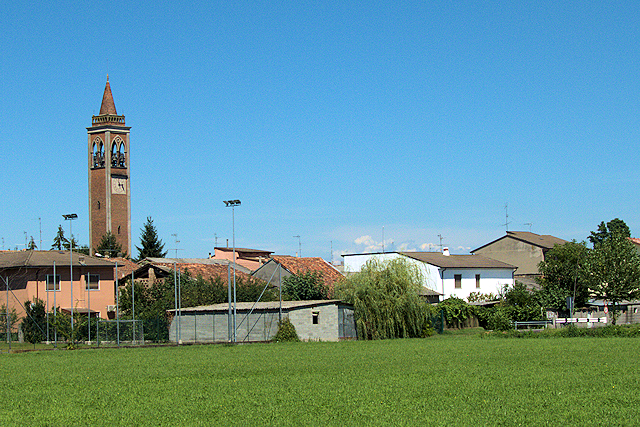
Pieranica

Pieranica ist eine norditalienische Gemeinde (comune) mit 1107 Einwohnern (Stand 31. Dezember 2023) in der Provinz Cremona in der Lombardei. Die Gemeinde liegt etwa 45 Kilometer nordwestlich von Cremona.